# Étoile variable de type W Virginis

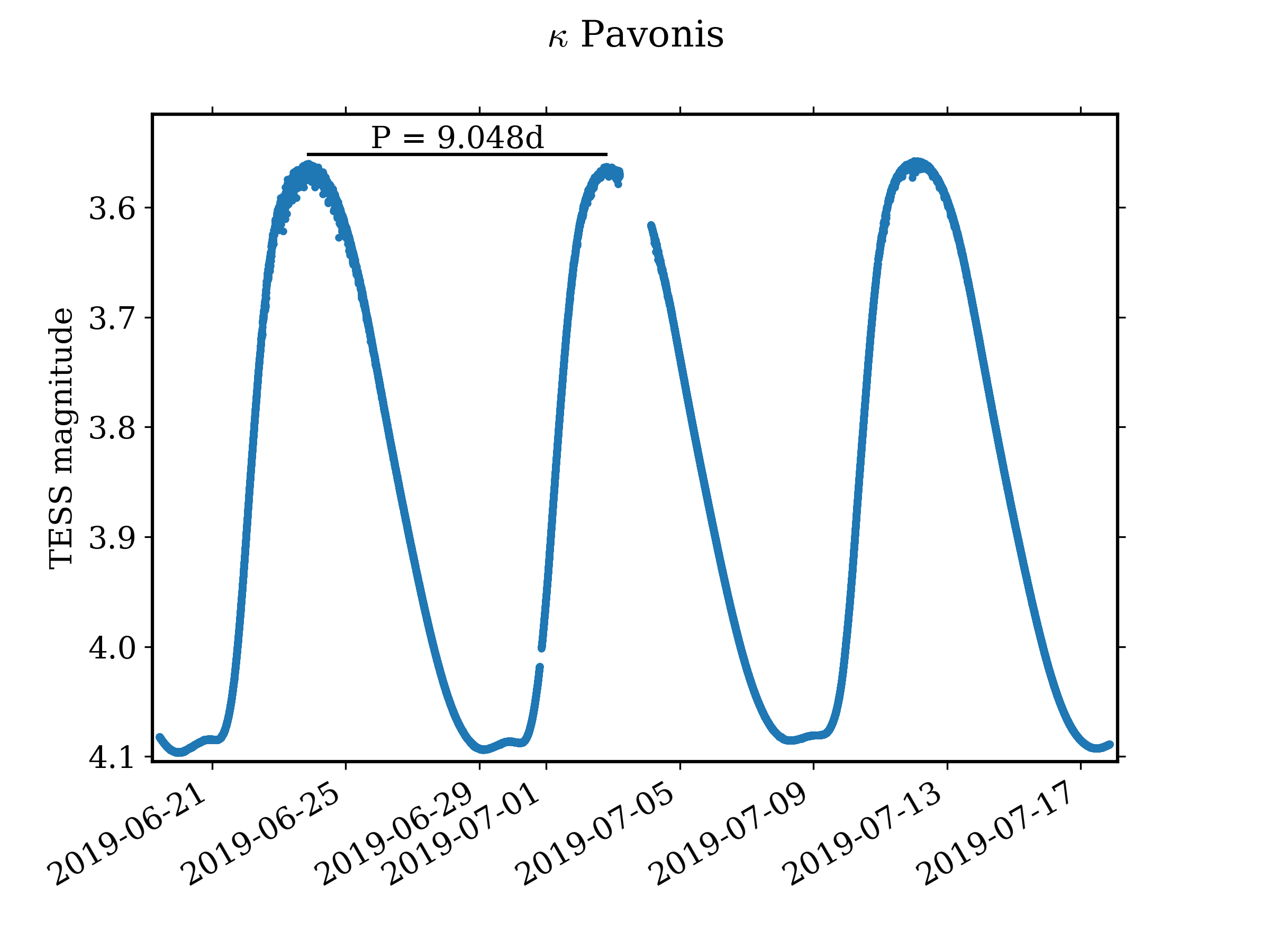
Courbe de lumière de l'étoile variable W Virginis κ Pavonis, enregistrée par le Transiting Exoplanet Survey Satellite (TESS) de la NASA.

Une (étoile) variable de type W Virginis est une étoile variable similaire à une céphéide. Cependant, l'utilisation de la formule des céphéides pour calculer leur distance conduira à une valeur trop faible, une erreur que fit Edwin Hubble en observant M31.
Les étoiles de type W Virginis forment une sous-classe des céphéides de type II, qui diffèrent des céphéides car ce sont des étoiles de population II qui possèdent une plus faible métallicité que le Soleil. Elles sont nommées d'après leur prototype, W Virginis. Leur luminosité est, en moyenne, plus faible que celle des vraies Céphéides (environ 1,5 magnitude). Leur période de pulsation est comprise entre 10 et 20 jours et leur type spectral est compris entre les classes F6 et K2,.